# Beleg van Lissabon (1147)
Het Beleg van Lissabon vond plaats van 1 juli tot 25 oktober 1147 en resulteerde in het veroveren van de stad op de Moren, de stad kwam daarmee definitief onder Portugese heerschappij. Het beleg van Lissabon was de enige christelijke overwinning van de Tweede Kruistocht en wordt gezien als een zeer cruciale slag in de Reconquista.

## Geschiedenis
De Val van Edessa in 1144 leidde tot een oproep voor een nieuwe kruistocht door paus Eugenius III in 1145 en 1146. In de lente van 1147 gaf de paus zijn goedkeuring voor de kruistocht op het Iberisch Schiereiland. Tevens gaf hij Alfons VII van Castilië toestemming om zijn campagnes tegen de Moren als onderdeel van de Tweede Kruistocht te beschouwen. In mei 1147 verlieten de eerste kruisvaarders Dartmouth, Engeland en zetten koers richting het Heilige Land. Hun vloot, die 164 schepen of meer zou hebben geteld, was bemand door Engelsen, Vlamingen en Duitsers. Slecht weer dwong hen op 16 juni 1147 om vlak bij Porto aan land te gaan. Daar werden ze overgehaald om met graaf Alfons I van Portugal te praten.
De kruisvaarders stemden in om de graaf te helpen bij een aanval op Lissabon onder voorwaarde dat de kruisvaarders zowel de buit van plunderingen als losgeld voor verwachte gevangenen mochten houden. Het beleg begon op 1 juli en na vier maanden gaven de Moren zich op 24 oktober over, vooral vanwege honger. Lissabon werd hard geplunderd, ook de Mozarabische bisschop ontkwam niet aan de slachting. Veel van de kruisvaarders vestigden zich in de stad maar anderen vervolgden hun tocht richting het Heilige Land. Lissabon werd uiteindelijk hoofdstad van het koninkrijk Portugal in 1255.
Bij het beleg waren ook twee ridders uit onze streken betrokken. Zij kregen een gestileerde afbeelding in het metrostation Martim Moniz (genaamnd naar de held van het beleg): Arnout IV van Aarschot (en) en Christiaan van Gistel (fr). 

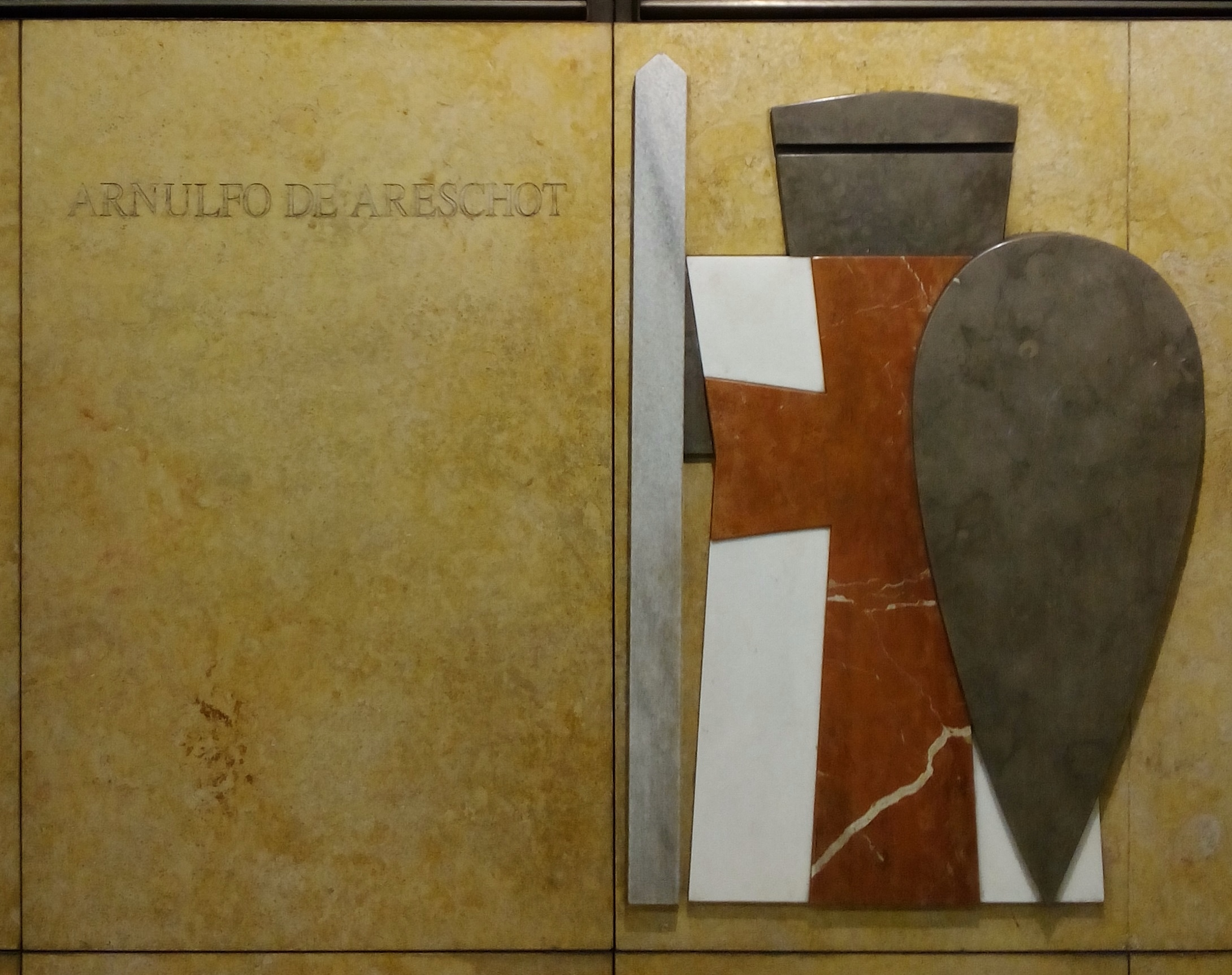
Arnulfo de Areschot - Estação Martim Moniz, Lisboa

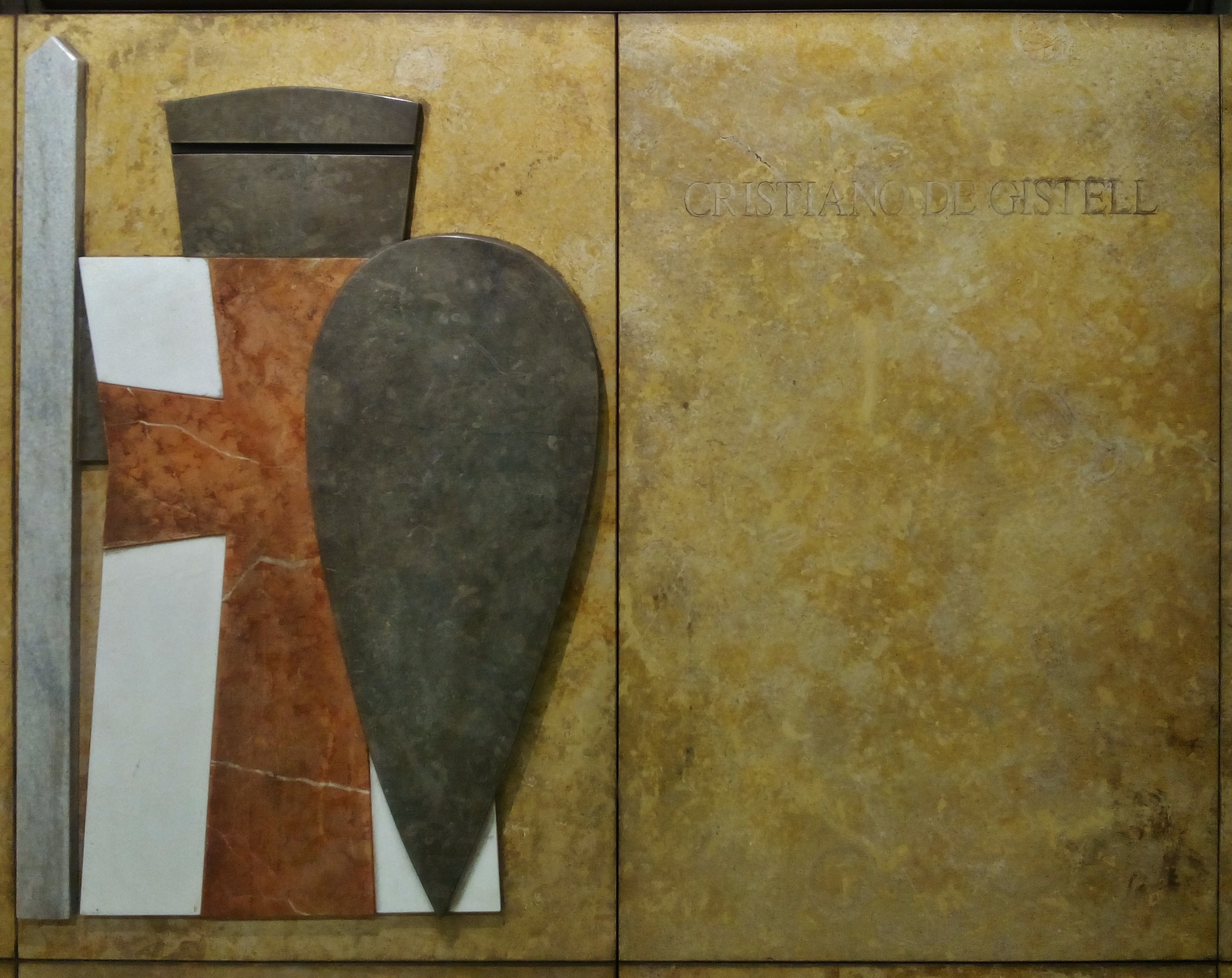
Cristiano de Gistell - Estação Martim Moniz, Lisboa